# Андерсон Сантамарија
Андерсон Сантамарија Бардалес (шп. Anderson Santamaría Bardales; 10. јануар 1992) перуански је фудбалер и репрезентативац.

## Каријера
Рођен 10. јануара 1992. у Тинго Марији, Перу. Поникао је у млађим категоријама Депортива Мунисипал.
Дебитовао је 2010. године за перуански тим Ајакучо, играо три сезоне у клубу и учествовао на 57 првенствених утакмица.
Његове добре партије скренуле су пажњу челницима клуба Леон де Уануко, којем се придружио 2013. године. Играо је за тим у наредне три сезоне. Највећи део времена проведеног у Леону био је стандардни првотимац. У 2016. години потписао је уговор са клубом Мелгар, провео је тамо наредне две године.
Од 2018. први пут игра за један клуб ван Перуа, потписао је за мексичку Пуеблу.

## Репрезентација
За перуанску репрезентацију је дебитовао 2017. године. Године 2018. био је део репрезентације која је наступала на Светском првенству у Русији.

## Статистика каријере

### Репрезентативна
Статистика до 26. јуна 2018.
| Перу   | Перу    | Перу   |
| Година | Наступи | Голови |
| ------ | ------- | ------ |
| 2017   | 2       | 0      |
| 2018   | 6       | 0      |
| Укупно | 8       | 0      |